# Международный аэропорт Токумен
Международный аэропорт Токумен (исп. Aeropuerto Internacional de Tocumen); (ИАТА: PTY, ИКАО: MPTO) — международный аэропорт города Панамы, столицы Панамы. Аэропорт служит базой для авиакомпаний Copa Airlines и является региональным узлом для поездок в страны Карибского бассейна, Южной, Северной и Центральной Америки и обратно, а также имеет маршруты в некоторые европейские и азиатские города.
К северу от аэропорта находится возвышенность. Токумен VOR-DME (Ident: TUM) и ненаправленный маяк (Ident: AT) расположены к югу от поля.

## История

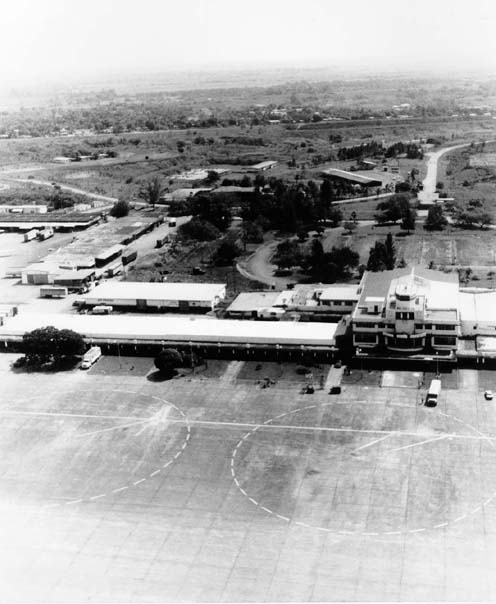
Вид с воздуха на международный аэропорт Токумен в 1990 году, после американского вторжения в Панаму в 1989 году.

Первый международный аэропорт Токумен был открыт 1 июня 1947 года президентом Энрике Адольфо Хименесом Брином и начал работу с наполовину завершенными работами. Через семь лет были открыты административные здания и терминал.
Первый аэропорт, который сегодня используется в качестве грузового терминала, был построен на площади 7,2 квадратных километров и расположен на высоте 41 метра над уровнем моря.
Учитывая историю Панамы как страны транзита, благоприятствуемой ее географическим положением, этот терминал был слишком мал для спроса на воздушные перевозки. Это мотивировало планы расширения терминала, которые так и не были реализованы. На его месте планировался еще один терминал. Строительство началось в 1971 году. Река Токумен была перенаправлена от своего первоначального курса для строительства нового терминала.
Новый терминал, также называемый Международный аэропорт Токумен, был открыт 15 августа 1978 года. Первый полёт состоялся 5 сентября того же года.
Название аэропорта было изменено в 1981 году на международный аэропорт имени Омара Торрихоса, в честь панамского лидера, и был впоследствии восстановлен после отмены местной военной диктатуры вторжением США в 1989 году.
Международный аэропорт Токумен является одним из немногих в регионе с двумя взлётно-посадочными полосами, поскольку взлётно-посадочная полоса бывшего терминала постоянно используется грузовыми самолётами и частными рейсами или может использоваться в качестве альтернативной взлётно-посадочной полосы к основной взлётно-посадочной полосе во время высокого спроса.
Основная взлётно-посадочная полоса Токумен имеет длину 3,050 метров и в основном используется коммерческими авиакомпаниями.
До 31 мая 2003 года управление аэропортом находилось под Управлением Гражданской Авиации. С 1 июня 2003 года в соответствии с законом № 23 от 29 января 2003 года была создана новая административная организация, позволяющая создать компанию под названием Aeropuerto Internacional de Panama, S.A., которая в настоящее время управляет аэропортом. Этот закон был частью ряда законов, которые реорганизовали весь авиационный сектор Панамы.
Токумен является важным комплексом и стыковочным узлом для рейсов в и из Карибского бассейна, Южной Америки, Северной Америки и Центральной Америки. Кроме того, обслуживаются европейские города, такие как Амстердам, Франкфурт, Париж, Мадрид и Стамбул. Токумен является соединительным центром панамской международной авиакомпании Copa Airlines и ее колумбийской дочерней компании Copa Airlines Colombia, ранее Aerorepublica.

## Расширение аэропорта

### Фаза 1

#### Расширение пассажирского терминала
Главный пассажирский терминал был расширен примерно на 20,830 квадратных метров и стоил около 21 миллиона долларов США. Это позволило построить новые выходы на посадку, чтобы обеспечить увеличение рейсов в Панаму и из нее, а также расширение коммерческих и внутренних циркуляционных зон.
Администрация приобрела 22 новых посадочных моста, которые заменили предыдущие 14, а также включила 6 удаленных позиций, что позволило международному аэропорту Токумен иметь 28 посадочных мест. Новые объекты были открыты в 2006 году.

#### Оборудование
Еще один проект модернизации включал новое оборудование для обслуживания и поддержки авиакомпаний аэропорта. Они включали в себя уже упомянутые новые посадочные мосты, а также новые лифты, новую систему управления багажом, новые системы информации о рейсах и замену кондиционеров.

#### Обновление грузового терминала
Реконструкция главного терминала старого международного аэропорта Токумен, построенного в 1947 году и используемого в настоящее время в качестве грузового терминала, была ещё одним проектом модернизации аэропорта. Он включал редизайн центрального здания и строительство новых зданий для грузовых компаний, среди других улучшений.

### Фаза 2

#### Северный Док
Второй этап расширения международного аэропорта Токумен предусматривал строительство 12 новых позиций для самолетов стоимостью 60 миллионов долларов США.

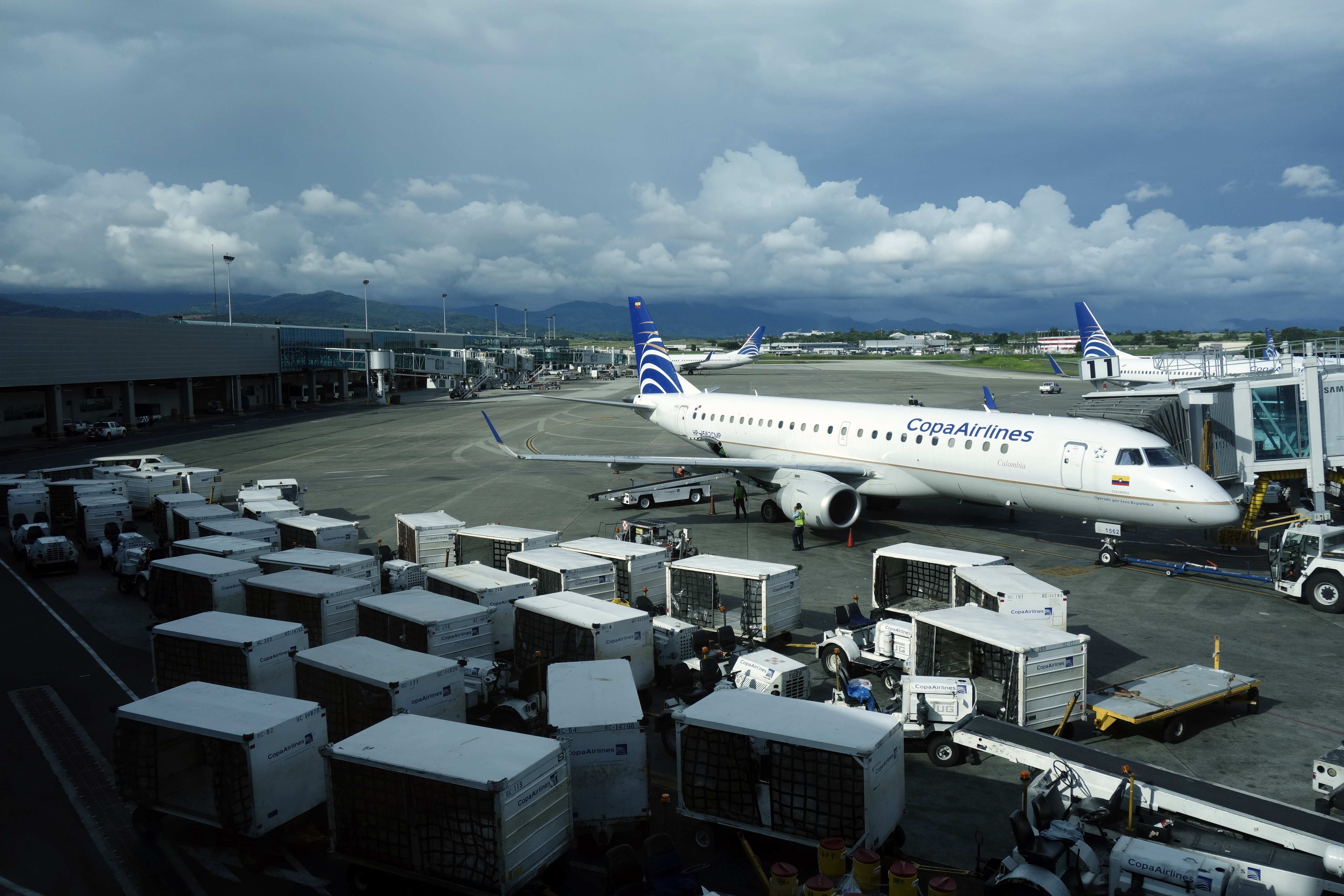
Самолеты припаркованы у Северного Дока.

Док имеет 12 портов, которые обслуживают одновременно равное количество самолетов, в дополнение к существующим 22 делают в общей сложности 34, плюс шесть удаленных.
Новые объекты включают Северный причал, платформы, рулежные дорожки, доступ, новый прямой путь к грузовому терминалу и здание администрации аэропорта.
Новый причал соединен с существующим пассажирским терминалом северо-западным концом и имеет 10 мобильных пассажирских тротуаров и 400 тысяч квадратных метров коммерческих площадей.
Была также расширена система управления багажом при въезде, выезде и транзите для улучшения обслуживания пассажиров. Все эти улучшения также позволили доработать, необходимые для посадки крупнейшего в мире самолета Airbus A380.
Пропускная способность аэропорта увеличилась с 5 миллионов пассажиров в год до 13 миллионов пассажиров.

### Фаза 3

#### Терминал 2
Терминал 2 был выставлен на торги в первой половине 2012 года, и конкурс был выигран компанией Odebrecht. Это инвестиции в размере 780 миллионов долларов США, которая включает в себя 20 дополнительных выходов на посадку и 8 удаленных позиций. Это будет 85000 квадратных метров строительства и 8000 — коммерческой площади.
Он включает в себя строительство третьей взлетно-посадочной полосы, нового терминала, сотен парковок, объезда реки Токумен, нового 4-полосного прямого доступа к терминалу.

## Транспорт
Аэропорт соединяется со столицей двумя способами, первый по свободной дороге через Виа Доминго Диас, а другой, который соединяется непосредственно с центром города является Южным Коридором.

### Метробус
В настоящее время Международный аэропорт Токумен, в частности терминал 1, является частью сети метробусов Панама-Сити по маршруту E489.

### Метро
С 25 апреля 2019 года Линия 2 Панамского метро была соединена с Международным аэропортом Токумен, это расширение соединяется с центром города и линией 1 Панамского метро. Станция «Corredor Sur» находится 3 километра от аэропорта.

#### Ответвление второй линии метро в аэропорт
Проект соединит Высший специализированный технический институт (ITSE) и Международный аэропорт Токумен со второй линией метро. По оценкам Панамского метрополитена, если график работ будет продолжен без перерывов, к концу 2021 года они могут завершиться техническими зданиями обеих станций, монтажом шлюза, соединяющего станцию Аэропорт со структурой аэровокзала, и монтажом палубы станции Аэропорт.

## Авиакомпании и пункты назначения

### Пассажирские
| Авиакомпания        | Направления |
| ------------------- | --- |
| Air Canada Rouge    | Торонто |
| Air China           | Пекин, Хьюстон (приостановлены) |
| Air Europa          | Мадрид |
| Air France          | Париж (CDG) |
| American Airlines   | Майами |
| Avianca             | Богота |
| Avianca Costa Rica  | Сан-Хосе (Коста Рика) |
| Avianca El Salvador | Сан-Сальвадор |
| Conviasa            | Каракас, Манагуа |
| Copa Airlines       | Аруба, Асунсьон, Барбадос, Барранкилья, Белиз, Белу-Оризонти-Конфинс, Богота, Бостон, Бразилиа, Букараманга, Буэнос-Айрес, Валенсия (Венесуэла), Вашингтон-Даллес, Гавана, Гвадалахара, Гватемала, Гуаякиль, Давид, Денвер, Джорджтаун-Чедди Джаган, Кали, Канкун, Каракас, Картахена, Кингстон-Норман Мэнли, Кито, Кордова, Кюрасао, Лас-Вегас, Либерия (КР), Лима, Лос-Анджелес, Майами, Манаус, Маракайбо, Медельин, Мексика, Мендоса, Монреаль, Монтевидео, Монтего-Бей, Монтеррей, Нассау, Новый Орлеан, Нью-Йорк-JFK, Ольгин, Орландо, Остров Сан-Андрес, Парамарибо, Перейра, Порт-оф-Спейн, Порт-о-Пренс, Порту-Алегри, Пунта-Кана, Пуэрто-Вальярта, Ресифи, Рио-де-Жанейро, Росарио, Сальвадор-де-Баия, Сальта, Сан-Паулу, Сан-Педро-Сула, Сан-Сальвадор, Сан-Франциско, Сан-Хосе (Коста-Рика), Сан-Хуан, Санта-Клара, Санта-Крус-де-ла-Сьерра-Виру-Виру, Санто-Доминго-Лас-Америкас, Сантьяго, Сантьяго-де-лос-Кабальерос, Синт-Мартен, Тампа, Тегусигальпа, Торонто, Форт-Лодердейл, Чикаго, Чиклайо |
| Delta Air Lines     | Атланта, Нью-Йорк (с 19 декабря 2021 года) |
| Iberia              | Мадрид |
| KLM                 | Амстердам |
| LASER Airlines      | Каракас |
| EuroWings           | Франкфурт (с марта 2022 года) |
| Spirit Airlines     | Форт-Лодердейл |
| Turkish Airlines    | Истанбул |
| Turpial Airlines    | Валенсия (Венесуэла) |
| United Airlines     | Нюарк, Хьюстон |
| Venezolana          | Каракас, Маракайбо |

### Грузовые
| Авиакомпания                | Направления |
| --------------------------- | --- |
| 21 Air                      | Майами |
| ABX Air                     | Майами |
| Aerosucre                   | Богота, Санто-Доминго |
| AeroUnion                   | Мексика |
| Amerijet International      | Майами, Манагуа |
| Avianca Cargo               | Богота, Майами |
| DHL Aero Expreso            | Аруба, Барбадос, Богота, Гватемала, Каракас, Кито, Кюрасао, Лима, Майами, Мехико, Порт-оф-Спейн, Сан-Педро-Сула, Сан-Хосе (CR), Сан-Хуан |
| FedEx Express               | Мемфис, Сан-Хосе (Коста-Рика) |
| LATAM Cargo Brasil          | Майами |
| LATAM Cargo Colombia        | Богота, Майами, Манагуа |
| Líneas Aéreas Suramericanas | Богота |
| Mas Air                     | Гвадалахара, Майами, Мексика |
| Qatar Airways Cargo         | Кито, Льеж |
| Transcarga                  | Валенсия (Венесуэла), Каракас, Лас-Пьедрас                                                                                               |
| UPS Airlines                | Луисвилл, Майами, Манагуа |
| Vensecar Internacional      | Аруба, Каракас |

## Статистика
| Год  | Число пассажиров | Ч. пассажиров, используя метод ИКАО (2015) | % Разница | Разница, используя метод ИКАО (2015) | Груз     | % Разница | Передвижение грузов | % Разница |
| ---- | ---------------- | ------------------------------------------ | --------- | ------------------------------------ | -------- | --------- | ------------------- | --------- |
| 2003 | 2,145,489        |                                            | 11.5%     |                                      | 85,508   | -         | 43,980              | -         |
| 2004 | 2,398,443        |                                            | 11.8%     |                                      | 96,215   | 12.5%     | 45,703              | 3.9%      |
| 2005 | 2,756,948        |                                            | 15%       |                                      | 103,132  | 19.6%     | 47,873              | 4.6%      |
| 2006 | 3,215,423        |                                            | 16.6%     |                                      | 82,186   | -20.3%    | 53,853              | 12.7%     |
| 2007 | 3,805,312        |                                            | 18.3%     |                                      | 82,463   | 0.3%      | 61,400              | 14.0%     |
| 2008 | 4,549,170        |                                            | 19.5%     |                                      | 86,588.8 | 4.8%      | 73,621              | 19.9%     |
| 2009 | 4,748,621        | 6,531,927                                  | 4.4%      |                                      | 83,513   | -3.8%     | 80,330              | 9.1%      |
| 2010 | 5,042,410        | 7,005,031                                  | 6.2%      | 7.2%                                 | 98,565   | 18.0%     | 84,113              | 4.7%      |
| 2011 | 5,844,561        | 8,271,459                                  | 15.9%     | 18.1%                                | 110,946  | 12.6%     | 93,710              | 11.4%     |
| 2012 | 6,962,608        | 10,174,870                                 | 19.1%     | 23.0%                                | 116,332  | 4.9%      | 110,206             | 17.6%     |
| 2013 | 7,784,328        | 11,586,681                                 | 11.8%     | 13.9%                                | 110,186  | -5.3%     | 121,356             | 10.1%     |
| 2014 | 8,536,342        | 12,782,167                                 | 9.7%      | 10.3%                                | 110,789  | 0.5%      | 135,406             | 11.5%     |
| 2015 | 8,913,501        | 13,434,673                                 | 4.4%      | 5.1%                                 | 96,902   | -12.5%    | 141,642             | 4.6%      |
| 2016 |                  | 14,741,937                                 |           | 9.7%                                 | 110,364  | 13.9%     | 145,245             | 2.54%     |
| 2017 |                  | 15,616,065                                 |           | 5.9%                                 | 113,228  | 2.59%     | 145,914             | 0.46%     |
| 2018 |                  | 16,242,679                                 |           | 4.01%                                |          |           |                     |           |
| 2019 |                  | 16,582,601                                 |           | 2.09%                                |          |           | 149,808             | 1%        |
| 2020 |                  | 4,526,663                                  |           | -72.70%                              | 145,929  | -11.40%   |                     |           |